# Principat de Bhadra (Bikaner)
Bhadra fou un antic principat tributari i una ciutat de l'estat de Bikaner a Rajputana a uns 220 km al nord-est de Bikaner (ciutat) 29° 06′ N, 75° 11′ E / 29.100°N,75.183°E que el 1901 tenia 2.651 habitants.
Bhadra fou un dels principals zamindaris de l'estat de Bikaner, però els thakurs van estar sovint rebel·lats contra el maharajà i finalment el darrer fou deposat el 1818 i el seu territori va formar el tehsil de Bhadra a Bikaner amb 109 pobles i 31.994 habitants (la majoria jats).